# هولنشتاين-ستادل
هولنشتاين-ستادل هو كهف يقع شمال 48° 32' 57.57" وشرق 10° 10' 20.75 في جرف هولنشتاين. قد بدأت الحفريات الأولى بعد النصف الثاني من القرن التاسع عشر، لم ندرك أهمية بعض النتائج حتى كان عام 1969. كان الاكتشاف الأكثر أهمية هو تمثال صغير من العاج أطلق عليه اسم الأسد الإنسان، الذي يعد واحد من أقدم التماثيل المعروفة في العالم. اسم الجرف يتكون من مقطعين هما هولنشتاين والذي يعني صخرة مجوفة والثاني ستادل والذي يعني إسطبل. يتكون الجرف من أحجار جيرية كونت العوامل الطبيعية الكهوف فيه. ستادل هو أحد أهم ثلاثة كهوف بحسب علم الأحياء القديمة وعلم الآثار.